# Jennifer Cody
Jennifer Cody (Henrietta - 27 de fevereiro de 1969) é uma atriz americana, nascida em Nova York. Mias conhecida pela sua participação no filme A Princesa e o Sapo em 2009.

## Filmografia
- Alistair's Wednesday (2014)
- Unforgettable (2014)
- Blue Bloods (2014)
- Winx Club: Beyond Believix (2012-2013)
- Shrek, o Musical  (2013)
- Khumba (2013)
- Robot and Monster (2012)
- Winx Club: Enchantix (2011-2012)
- Gravity Falls: Um Verão de Mistérios (2012)
- American Dad (2012)
- Kevin's Couch (2010)
- The Battery's Down (2008-2009)
- A Princesa e o Sapo (2009)
- Lei & Ordem (2009)
- Damnation of Souls (2006)
- Untitled Paul Reiser Project (2006)